# СМ Панк
Філіп Джек Брукс (англ. Phillip Jack Brooks, нар. 26 жовтня 1978), більш відомий під псевдонімом CM Punk (укр. Сі Ем Панк) — американський професійний реслер, актор і колишній боєць змішаних єдиноборств. Знаходиться на контракті з WWE, де виступає під брендом Raw. 434-денний рейн Брукса як чемпіона WWE визнано сьомим за тривалістю в історії.
Брукс розпочав свою професійну кар'єру в 1997 році на незалежній сцені, в основному в Ring of Honor (ROH), де він один раз виграв чемпіонство світу ROH. Він підписав контракт з WWE у 2005 році і двічі виграв чемпіонство WWE, тричі — чемпіонство світу у важкій вазі (старого зразка), а також по одному разу — Інтерконтинентальне чемпіонство WWE, чемпіонство світу у важкій вазі ECW і командне чемпіонство світу старого зразка. Він є єдиним хто виграв два матчі з драбиною «Money in the Bank» поспіль, виграв титул «Суперзірка Року» на церемонії Slammy Awards 2011 року і був визнаний «Реслером року PWI» у 2011 та 2012 роках. Розчарувавшись у WWE, Брукс різко покинув промоушен у 2014 році, фактично відійшовши від реслінгу. З 2019 по 2020 рік він виступав експертом на WWE Backstage. Повернувся на ринг у 2021 році, підписавши контракт з All Elite Wrestling (AEW), де двічі вигравав чемпіонство світу AEW, але був звільнений у вересні 2023 року після сутички за лаштунками. Він повернувся до WWE через два місяці на Survivor Series.
Брукс використовує рингове ім'я СМ Панк (англ. CM Punk) протягом усієї своєї кар'єри. Його персонаж постійно зображувався як відвертий, конфронтаційний, гострий на язик, антисистемний, стрейт-еджерський та іконоборчий, що перегукується з його реальним життям. Залежно від того, чи є він героєм (фейсом) чи лиходієм (хілом), він підкреслював різні аспекти свого життя, щоб спровокувати ажіотаж та дискурс.
Після відходу з WWE в 2014 році Брукс продовжив кар'єру в змішаних єдиноборствах і підписав контракт з Ultimate Fighting Championship (UFC). Виступаючи у напівсередній вазі, він програв технічним нокаутом Міккі Галлу у своєму професійному дебюті на UFC 203 у 2016 році. Свій другий бій він програв Майку Джексону одноголосним рішенням суддів на UFC 225 у 2018 році (згодом оголосили що бій завершився без результату) і був звільнений. Час від часу Брукс підпрацьовує коментатором для Cage Fury Fighting Championships на умовах неповної зайнятості.
Брукс знявся у фільмах жахів «Дівчина з третього поверху» (англ. Girl on the Third Floor), «Скажена» (англ. Rabid) (обидва — 2019) та «Дружина Якоба» (англ. Jakob's Wife) (2021).

## Раннє життя
Філіп Джек Брукс народився в Чикаго 26 жовтня 1978 року в сім'ї домогосподарки та інженера. Він виріс у сусідньому Локпорті, штат Іллінойс, де відвідував середню школу Lockport Township High School. У нього є п'ять братів і сестер. Його батько боровся з алкоголізмом, що надихнуло Брукса з раннього дитинства дотримуватися стилю життя straight edge; його мати страждала біполярним розладом, через що він віддалився від неї. Брукс вважає «Роуді» Родді Пайпера тим хто на нього вплинув і причиною того, що став реслером.

## Кар'єра професійного реслера
4 вересня 2007 а CM Панк, перемігши Джона Моррісона, стає чемпіоном відродженого ECW. На Wrestlemania 24 СМ Панк стає «Містером Зірви Банк» перемігши в цьому матчі Мр.Кеннеді, MVP, Кріса Джеріко, Карліто, Шелтона Бенджаміна та Джона Моррісона. У тому ж 2008 році він став Чемпіоном світу у важкій вазі (World Heavyweight champion), перемігши Еджа.
На Wrestlemania XXV він знову стає «Зірви Банк» перемігши Кейна, Фінлі, Марка Генрі , Шелтона Бенджаміна, Крістіана та Кофі Кінгстона.
У 2009 році на Extreme Rules після того, як Джефф Харді переміг Еджа в матчі за титул чемпіона світу в важкій вазі, СМ Панк вибіг на ринг і з легкістю здолав і без того змученого від поєдинку Джефа Харді, тим самим завоювавши пояс Чемпіона Світу у важкій вазі (World Heavyweight Champion).
Пізніше, однак, Джефф Харді повернув собі титул чемпіона. 23 серпня на СаммерСлем СМ Панк здолав Харді в матчі з драбинами і знову завоював титул. У 2009 році відбувся бій СМ Панка і Джефа Харді, в результаті якого Джеф Харді йде з WWE. Трохи пізніше СМ Панк воював з Меттом Харді, який хотів помститися за брата, але бій закінчився на користь СМ Панка. Потім у нього був фьюд з Андертейкером, який закінчився перемогою трунаря і втратою чемпіонського титулу СМ Панка. СМ Панк створив угруповання «Straight Edge Society» куди входять Люк Геллоуз та Серіна.
На Wrestlemania XXVI бився проти Рея Містеріо. Якщо Рей Містеріо програє то він переходить в угрупування Панка, але Панк програє. На Extreme Rules проходить матч між Панком і Містеріо і якщо Панк програє то він голиться налисо, але Панк виграє цей матч. Після цього на «Over the Limit» СМ Панк знову б'ється проти Рея Містерія за умови, що якщо він виграє, то Рей перейде у його угруповання Straight Edge Society, а якщо Панк програє, то він голиться налисо. Але Панк, як і на «Реслманія XXVI» програє і Рей голить його налисо. Після цього Панк починає виступати в масці, але в одному з щотижневих шоу «SmackDown!» в липні 2010, Біг Шоу зніме з нього маску під час бою. Після цього Панк починає виступати без маски.
Наприкінці 2010 року СМ Панк отримує пошкодження, котре виводить його з активного ростеру на два місяці. Щоправда, здібності реслера до роботи на мікрофоні активно використовуються за коментаторським столом Raw.
2011 рік Панк починає як головний хіл Raw, замінивши Уейда Барретта на «капітанському містку» угрупування Nexus. Фактично пів року сюжети Панка пов'язані з пушем топ-фейсів WWE — Джона Сіни (програний фьюд до Royal Rumble) і Ренді Ортона (програний фьюд до Реслманія XXVI). Лише влітку 2011 СМ Панк і сам отримує потужний пуш: протягом тижня він перемагає Рея Містеріо, Джона Сіну та Альберто дель Ріо. На одному з понеділкових Raw, він заявляє про завершення терміну свого контракту з WWE одразу по закінченні PPV Money in the Bank (17 липня 2011), і згодом проголошує промо, в котрому викриває політику Вінса МакМена, й обіцяє піти з промоушну, забравши пояс чемпіона WWE в Джона Сіни (лише за тиждень ця промова набрала мільйон переглядів на YouTube). Бій СМ Панка і Джона Сіни на Money in the Bank (що проходив у рідному для СМ Чикаго) приніс Панку перше чемпіонство WWE, сам матч отримав найвищі оцінки від спеціалістів, а наш герой фактично здійснив «фейс-тьорн», ставши одним з найпопулярніших персонажів у світі реслінгу. Після цього Панк бере участь у головних подіях ще трьох поспіль PPV, встигнувши захистити свій пояс від Джона Сіни, й одразу віддати його Альберто дель Ріо, що використав свій кейс, зароблений на Money in the Bank. Після нетривалого фьюду з тимчасовим головою промоушну Triple H, Панк знову повертається в чемпіонську гонку і на PPV Survivor Series в листопаді 2011 виграє титул у дель Ріо, ставши двократним чемпіоном WWE. Після цього утримував чемпіонський пояс рекордні 434 дні (загалом — шостий за тривалістю тайтл-рейн в історії WWE). Протягом 2012 року здійснив «хіл-тьорн» і в січні 2013 програв титул на Royal Rumble Дуейну «Року» Джонсону. На Реслманії 29 програв Андертейкеру після Тумбстоуну останнього. На наступному RAW СМ Панк не з'явився через проблеми з коліном, отримані на РеслМанії. Появився на RAW 15 квітня, на ринзі вів монолог про свої останні невдачі, публіка підтримувала Панка, скандувала його ім'я. Після цього багатозначного монологу повернув мікрофон Хейману і пішов. На PPV Payback зустрінеться з Крісом Джеріко.
Після відходу з реслінгу Брукс продовжив кар'єру бійця змішаних єдиноборств і підписав контракт з Ultimate Fighting Championship. Виступаючи в напівсередній вазі, він провів свій перший професійний бій на UFC 203 в 2016 році, програвши Міккі Галлу. Потім він програв свій другий бій Майку Джексону одноголосним рішенням суддів на UFC 225 у 2018 році (пізніше це рішення було скасовано), після чого був звільнений від контракту.
На шоу Survivor Series: WarGames 2023 року СМ Панк здійснив повернення у WWE з'явившись на арені одразу після головної події заходу.

## В кіно
З'являвся запрошеною зіркою в ролі Пола — ветерана війни та старого товариша одного із героїв у серіалі «Маянці (серіал)»

## Улюблені прийоми
- Завершальні прийоми
  - Anaconda Vise(WWE, ECW)
  - GTS — Go To Sleep (WWE)
  - Pepsi Twist (ROH)
  - Pepsi Plunge (ROH)
- Коронні прийоми
  - Koji Clutch
  - Arm wrench followed by stepping a leg over the wrenched arm and performing a mule kick with the leg below the opponent's face
  - Diving crossbody
  - Double underhook backbreaker
  - Jumping hammerlock twisted into a short-range lariat
  - One-handed bulldog
  - Rope hung arm trap can opener
  - Running high knee to a standing opponent in the corner
  - Slingshot somersault senton
  - Snap scoop powerslam
  - Spinning wheel kick
  - Springboard clothesline
  - Step-up enzuigiri
  - Suicide dive
  - Tilt-a-whirl backbreaker
  - Exploder suplex
  - Diving hurricanrana
  - High Knee with Running Bulldog

## Прізвиська
- «Best in the World»
- «The Voice of the Voiceless»
- «The first and only Straight-Edge World Heavyweight Champion in History»
- «The Straight Edge Superstar»
- «Mr. Money in the Bank»
- «The Second City Saint»
- «The Straightedge Savior»

## Музичні теми
- «This Fire Burns» від Killswitch Engage (WWE 2006—2011)
- «Cult of Personality» від Living Colour (ROH; WWE 2011—2014 і 2023—дотепер, AEW 2021—2023)
- «http://www.youtube.com/watch?v=Mb0TR6-INNc [Архівовано 12 листопада 2012 у Wayback Machine.]

## Титули та Нагороди
- Independent Wrestling Association Mid-South
  - IWA Mid-South Heavyweight Championship (5 разів)
  - IWA Mid-South Light Heavyweight Championship (2 рази)
- International Wrestling Cartel
  - IWC Heavyweight Championship (1 раз)
- Mid-American Wrestling
  - MAW Heavyweight Championship (1 раз)
- NWA Cyberspace
  - NWA Cyberspace Tag Team Championship (1 раз) — з Julio Dinero
- NWA Revolution
  - NWA Revolution Heavyweight Championship (1 раз)
- Ohio Valley Wrestling
  - OVW Heavyweight Championship (1 раз)
  - OVW Southern Tag Team Championship (1 раз) — з Seth Skyfire
  - OVW Television Championship (1 раз)
- PWI
  - PWI ставить його під № 8 у списку 500 найліпших реслерів 2009 року
  - PWI ставить його під № 3 в списку 500 найліпших реслерів 2010 року
- Ring of Honor
  - ROH Tag Team Championship (2 рази) — с Colt Cabana
  - ROH World Championship (1 раз)
- St. Paul Championship Wrestling
  - SDW Northern States Television Championship (2 рази)
  - SPCW Northern States Light Heavyweight Championship (1 раз)
- World Wrestling Entertainment 
  - Беззаперечний чемпіон WWE (1 раз)
  - Чемпіон WWE (2 рази)
  - Чемпіон світу у важкій вазі (3 рази)
  - Чемпіон ECW (1 раз)у тяжкій вазі (3 рази)
  - Командний чемпіон світу (1 раз) — з Кофі Кінгстоном
  - Інтерконтинентальний чемпіон WWE (1 раз)
  - Містер „Зірви Банк“ (2008, 2009)
  - Нагорода Слеммі (Slammy Award) — „Oh My God!“ Moment of the Year 2008» за вдале використання i виграш титулу Чемпіона у важкій вазі
  - Нагорода Слеммі (Slammy Award) — «Шок року 2009» за вимушення Джеффа Харді піти у відставку після програшу у поєдинку у Залізній Клітці
  - Дев'ятнадцятий Чемпіон Короної Трійці
- Wrestling Observer Newsletter
  - Feud of the Year (2009) vs. Jeff Hardy
  - Best Gimmick (2009)